# Provincia San Felipe Aconcagua
San Felipe de Aconcagua (Provincia de San Felipe de Aconcagua) este o provincie din regiunea Valparaíso, Chile, cu o populație de 143.698 locuitori (2012) și o suprafață de 2659,2 km2.